# Vice (Theater)
Vice (engl.: Laster, von lat. vitium „Fehler; Unvollkommenheit; Defekt“) ist die Personifikation der Sünde bzw. des Satans, der die Hauptperson zu verführen versucht, aber im Verlauf eines Theaterstücks zu Fall gebracht wird. Im 16. Jahrhundert ist der Vice, neben seinem jeweiligen Gegenspieler, die populärste Figur der englischen Bühne. Der Vice löst den leibhaftig erscheinenden Teufel der Moralitäten und Mysterienspiele ab und bringt dem Theater durch Vermenschlichung des Bösen zunehmende Lebendigkeit und Gestaltungsfreiheit. Für seine Bosheit gibt es kein Motiv, er ist keine menschliche Figur, sondern einfach das personifizierte Böse.
In den Vice-Figuren zeigt sich ein Übergangsstadium zwischen mittelalterlicher Allegorie und moderner Charakterrolle. Das personifizierte Laster entwickelt sich im Lauf der Theatergeschichte zum lasterhaften Menschen. Der Allgemeinbegriff „Laster“ ist seinem Darsteller nicht mehr äußerlich wie eine Inschrift, sondern sie kommt in seinem Verhalten zum Ausdruck. Das Laster wird vom Äußerlichen scheinbar zum Innerlichen.

## Weiterentwicklung
Weitere Schritte in diese Richtung sind um 1600 Shakespeares Bösewichte wie zum Beispiel Richard III. oder Jago in Othello.
Später im 17. Jahrhundert sind es Molières komische Figuren wie sein Geiziger oder sein Tartuffe. Mephistopheles in den vielen Varianten des Fauststoffs ist ein Vice wie in den spätmittelalterlichen Moralitäten. Im 18. Jahrhundert wird der lasterhafte Lebenswandel zunehmend vom gesellschaftlichen Hintergrund als Quelle des Bösen überlagert (vgl. Don Giovanni).
Die Verinnerlichung „charakteristischer“ Eigenschaften wird Ende des 19. Jahrhunderts mit der Individualisierung und Auflösung der Rollenfächer im Naturalismus auf die Spitze getrieben (vgl. Stanislawski). Allegorische Figuren halten sich jedoch auch noch im 19. Jahrhundert vor allem im Melodrama, bis hin zu den Bösewichten der heutigen Populärkultur. Bertolt Brecht plädierte im 20. Jahrhundert wieder für die Darstellung böser Figuren auf dem Theater ohne Einfühlung.